# 岩櫃城

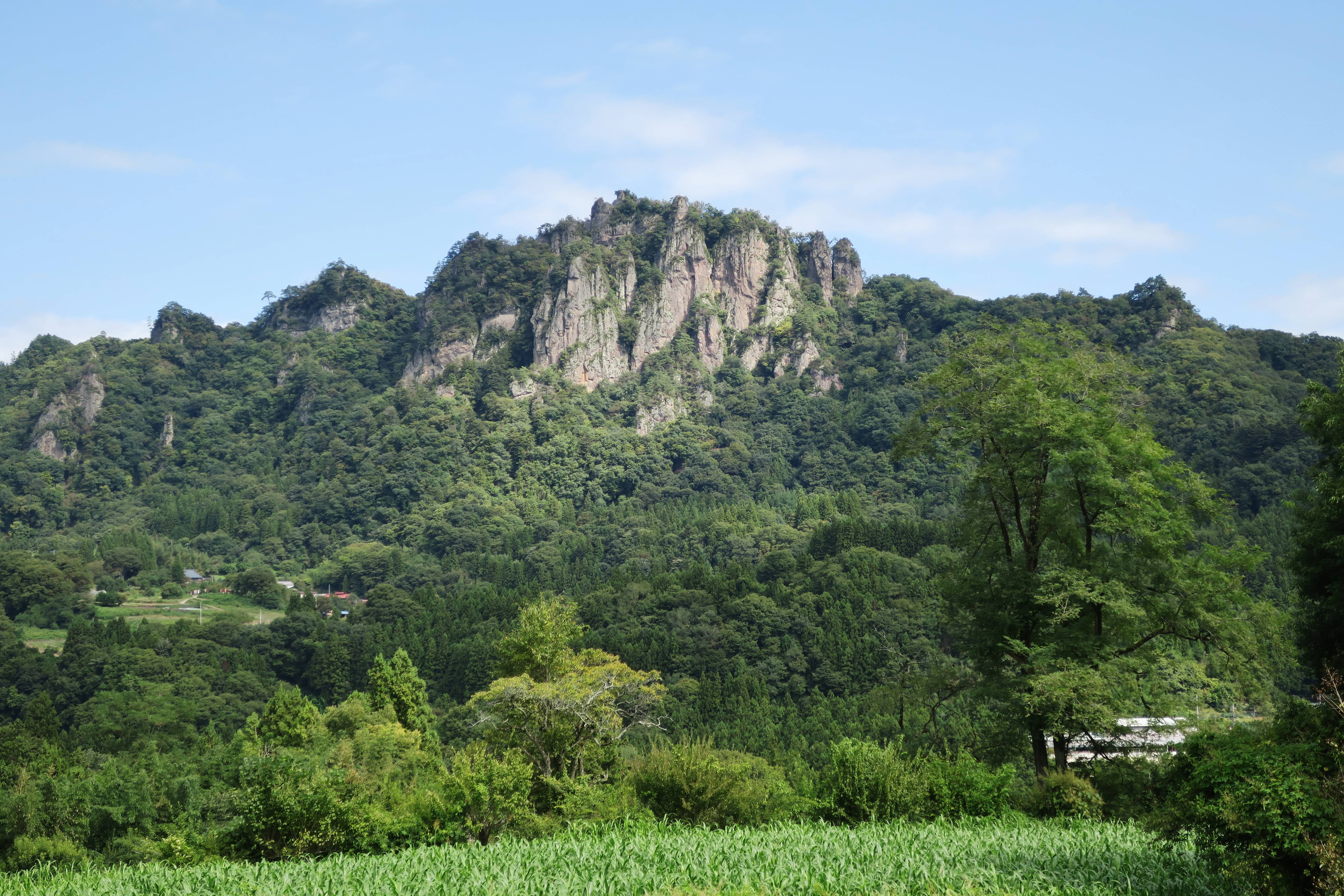
岩櫃山

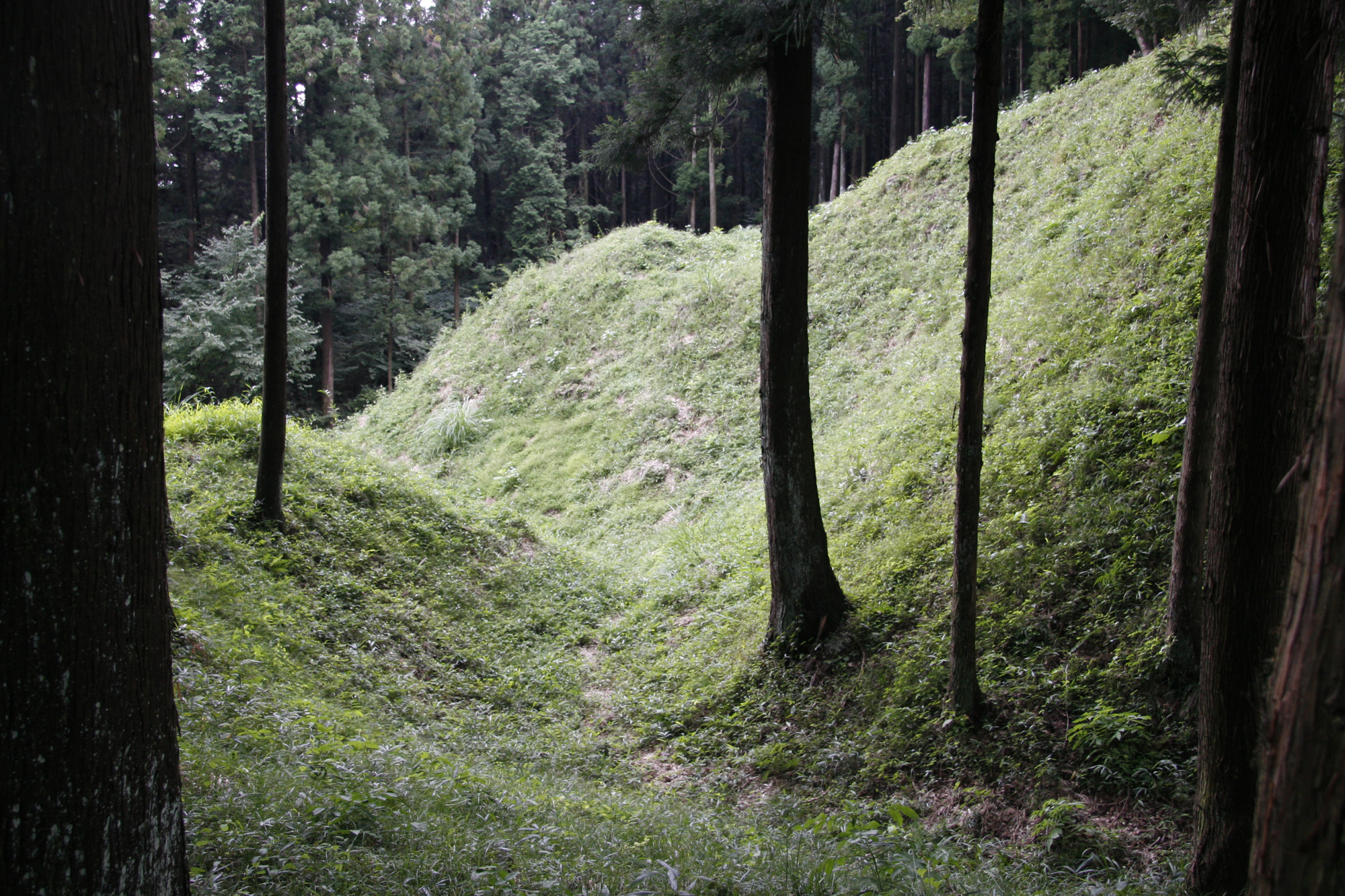
堀切

岩櫃城（いわびつじょう）は、群馬県吾妻郡東吾妻町（上野国吾妻郡）にあった日本の城（山城）。。吾妻川北岸の岩櫃山中腹に位置し、戦国期に、上杉謙信に従う斉藤氏と、武田信玄に従う真田氏が当地をめぐり争った。最終的には真田信之の支配下に収まり、慶長19年（1614年）に廃城となった。国の史跡に指定されている。

## 歴史

### 築城の由緒
岩櫃城の築年代は不明である。南北朝時代に吾妻氏が築城したとの伝承もある。

### 吾妻氏の時代
この地を鎌倉時代に治めた吾妻太郎助亮によって築城されたと伝わるが、伝説の域を出ない。後に助亮系の吾妻氏（前期吾妻氏）は姿を消し、下川辺氏末裔とされる吾妻氏（後期吾妻氏）がこの地を支配したが、南北朝時代に南朝方の攻撃で当主行盛が戦死、その子・千王丸は秋間斎藤氏の斎藤梢基に庇護され、山内上杉氏の偏諱を受け斎藤憲行と名乗った。

### 斉藤氏の時代
戦国時代、吾妻氏の子孫と称する斉藤憲次が、主君の大野憲直を討ち、岩櫃城を奪った。その子、斉藤憲広は岩櫃城を拠点として吾妻郡一帯の地侍を支配下においたという。
永禄3年（1560年）、長尾景虎（上杉謙信）が岩櫃城を攻め落とした伝わる。その後、城は斉藤氏の手に戻る。
岩櫃城主となった斎藤氏時代の詳細は、斎藤氏系譜と同様に複数伝わっておりはっきりしない。地元の旧記では吾妻行盛－斎藤憲行－行禅－行弘－行基－行連－憲広（基国）と系譜を伝え、行禅のときに重臣秋間氏の反対を押し切って柳沢城を家臣で娘婿の柳沢安吉に与えたが、行弘のときに柳沢安吉は反乱を起こし鎮圧されたという。一方「斎藤氏系図」（『吾妻郡城塁史』記載）では、越前国大野郡にあった斎藤基国の子・斎藤憲行が入り、憲行の長男・憲実が岩櫃を継ぎ、他の兄弟は分家したのだが、五男・憲基の子孫たる大野氏の勢力が拡大、家臣の秋間氏を滅ぼして宗家・憲実を支配下に置いたという。その後、大野氏は大野憲直のときに、四男・山田基政の嫡孫で岩下城主・斎藤憲次の反乱によって滅び、岩櫃城は憲次が支配し、その子・憲広に受け継がれたという。
斎藤憲広は上杉氏に属して勢力を拡大したが、郡内の豪族羽尾氏と鎌原氏（三原庄）の領地争いに介入（羽尾氏に味方）したことで、両氏の仲介に入っていた信濃国小県郡の真田氏、および真田家の主家である甲斐の武田氏による介入を招くことになる（羽尾氏・鎌原氏・真田氏は共に海野氏系で近い関係にある）。永禄3年（1560年）に鎌原幸重が武田家の信濃先方衆である真田幸隆を介して武田家に臣従して、武田氏の後ろ盾を得る。それに対して、永禄5年（1562年）に斎藤憲広は羽尾幸世など羽尾氏と共に鎌原城を攻略し、鎌原氏を信濃に追い払う事に成功する。しかし、程なく鎌原城を奪回されるなど真田勢の攻勢を受け、永禄6年（1563年）には家臣の内応もあって落城、憲行は越後に逃走した。斎藤氏は憲行の末子・城虎丸が近隣の嶽山城に篭っていたが、永禄8年（1565年）に落城、斎藤氏の勢力は駆逐された。

### 真田氏の時代
真田氏は吾妻地方への進出をねらい、岩櫃城を攻略した。その後、上野国北部の利根郡に位置する沼田城（沼田市）・名胡桃城（みなかみ町）と、信濃国の上田城とを繋ぐルート上の重要拠点として岩櫃城の大改造を行った。
城域は広く、その中を沼田と上田を結ぶ街道を通してある。中心部の曲輪から放射状に壕が整備される特殊な構造で、周囲に出丸、番城、砦を配してあった。
真田昌幸の時代、天正10年（1582年）に、織田信長・徳川家康勢に攻められて主家武田勝頼が劣勢となると、真田昌幸は武田勝頼を岩櫃城へ迎え入れて武田家の巻き返しを図ろうとした。しかしこれはかなわず、武田家は滅亡している。
その後、真田昌幸は岩櫃城を嫡男の真田信幸（真田信之）に守らせた。真田家当主となった真田信之は、慶長19年（1614年）に幕府を憚り岩櫃城を破却した。以後は原町（現在の東吾妻町原町）に陣屋を置いて一帯を統べた。

## 構造
岩櫃山の北東に伸びる尾根に位置し、吾妻川の西岸にあたる。また、西は岩櫃山、南は吾妻川へ下る急斜面、北は岩山で天然の要害となっている。尾根の西から本丸・二ノ丸・中城などが続き、北東に出丸の「天狗丸」がある。その更に北東には支城・柳沢城（観音山城）が位置している。

## 現状と調査
1972年（昭和47年）に町の史跡に指定された。また、2017年（平成29年）、続日本100名城（117番）に選定された。
2019年（令和元年）10月16日、国の史跡に指定された。
なお、2014年度の発掘調査で城跡本丸の東側先端部で金属加工に用いる坩堝の一部が発見され、2020年夏から科学分析が行われた結果、金粒子が検出された。このことから真田氏あるいはそれ以前の武田氏が支配していた頃に、岩櫃城に金の原料が持ち込まれ加工作業が行われていたとみられている。